# کارل یانسن
کارل یانسن (آلمانی: Karl Jansen; ۲۸ مهٔ ۱۹۰۸ – ۱۴ نوامبر ۱۹۶۱) وزنه‌بردار اهل آلمان بود.